# Рейнах, Жак де
Барон Жакоб Адольф Рейнах, прозванный Жак де Рейна́х (фр. Jacques de Reinach; 17 апреля 1840 года, Франкфурт-на-Майне — 19 ноября 1892 года, Париж) — французский парижский банкир немецкого происхождения, участвовавший в крупнейших финансовых сделках своей эпохи.

## Биография
Жакоб Адольф Рейнах родился 17 апреля 1840 года в городе Франкфурте-на-Майне; еврей по происхождению. Приходился дядей Теодору, Саломону и Жозефу Рейнахам; последний стал позднее и его зятем.
Через посредство его банка велись финансовые операции Панамской компании. В ноябре 1892 года появились разоблачения в печати против Панамской компании. 20 ноября 1892 года Рейнах скоропостижно скончался после нескольких дней лихорадочной деятельности в сношениях с выдающимися политическими деятелями — Рувье, Клемансо и другими, а также Корнелиусом Герцом.
Парламентская комиссия, избранная 21 ноября для выяснения положения дел Панамской компании, потребовала эксгумации и вскрытия тела умершего Рейнаха. Правительство Лубе отказало в этом требовании и вследствие этого пало. Новое правительство Рибо; в котором министром юстиции был Буржуа, сформировалось именно на почве этого требования и потому называлось «правительством вскрытия трупов». Труп Рейнаха так и не был вскрыт, так как конфискация бумаг Рейнаха и другие данные сделали это ненужным; было доказано, что Рейнах принимал участие в раздаче взяток и в других сомнительных операциях Панамской компании, и отравился, опасаясь разоблачений.